# World of Warcraft: The Burning Crusade Soundtrack
World of Warcraft: The Burning Crusade Soundtrack lub World of Warcraft: The Burning Crusade Collector's Soundtrack – oficjalna ścieżka dźwiękowa z gry World of Warcraft: The Burning Crusade, będącej pierwszym dodatkiem do World of Warcraft. Skomponowana przez Russella Browera, Dereka Duke'a, Matta Uelmena oraz Neala Acree, który był odpowiedzialny za stworzenie muzyki do intro gry. Ścieżka dźwiękowa została wydana 16 stycznia 2007 roku przez Blizzard Entertainment na płycie CD (dostępna tylko w edycji kolekcjonerskiej) i do cyfrowego ściągnięcia na stronie iTunes (w formacie m4a).

## Formaty i listy utworów
CD, digital download:
| Nr  | Tytuł utworu                                   | Długość |
| --- | ---------------------------------------------- | ------- |
| 1.  | „The Burning Legion” (Main Title)              | 3:58    |
| 2.  | „Shards of the Exodar”                         | 4:38    |
| 3.  | „The Sin'dorei”                                | 6:39    |
| 4.  | „The Dark Portal” (Cinematic Intro)            | 2:57    |
| 5.  | „Origins”                                      | 4:23    |
| 6.  | „Bloodmyst”                                    | 4:16    |
| 7.  | „Wastelands”                                   | 4:13    |
| 8.  | „Caverns of Time – The Battle of Mount Hyjal”  | 2:30    |
| 9.  | „Azuremyst Isle”                               | 2:42    |
| 10. | „Silvermoon City”                              | 2:11    |
| 11. | „Netherstorm”                                  | 4:20    |
| 12. | „Caverns of Time – The Escape from Durnholde”  | 4:28    |
| 13. | „Outland Suite”                                | 2:44    |
| 14. | „The Tower of Karazhan”                        | 4:15    |
| 15. | „Illidan”                                      | 3:10    |
| 16. | „Caverns of Time – Opening of the Dark Portal” | 2:37    |
| 17. | „Hellfire”                                     | 1:59    |
| 18. | „The Gates of Ahn'Qiraj” (Exclusive Track)     | 4:00    |
| 19. | „Shadow of the Necropolis” (Exclusive Track)   | 4:22    |
| 20. | „Taverns” (Exclusive Track)                    | 4:26    |
| 21. | „Lament of the Highborne” (Exclusive Track)    | 2:57    |
|     |                                                | 1:17:45 |

## Twórcy i personel pracujący nad ścieżką dźwiękową
- Skomponowana przez Russella Browera, Dereka Duke'a, Matta Uelmena oraz Neala Acree i Edo Guidottiego z Blizzard Entertainment.
- Za muzykę dodatkową odpowiadają Brian David Farr i David Arkenstone.
- Za wykonanie odpowiada Northwest Sinfonia Orchestra and Chorus oraz Simon James i David Sabee.

Źródło: